# Lleonci (prefecte)
Lleonci (en llatí: Leontius, en grec antic: Λεόντιος) va ser un jurista romà d'Orient, prefecte del pretori en temps de l'emperador Justinià I.
Era professor de dret a Constantinoble, i li van concedir una comitiva primi ordinis, una dignitat que s'havia d'adquirir amb 20 anys de servei, segons diu el Codi Teodosià. Potser va ser el primer professor de dret a Constantinoble, perquè en les constitucions anteriors no s'anomena cap jurista entre els professors Poc després del nomenament de Lleonci, es va crear una segona càtedra de dret.
Va publicar un edicte que es conserva a la col·lecció Edicta Praefectorum Praetorio, publicada per C. E. Zacaries el 1843.